# Police SC
El Police SC es un equipo de fútbol de Sri Lanka que juega en la Liga Premier de Sri Lanka, la liga de fútbol más importante del país.

## Historia
Fue fundado en el año 1897 en la capital Colombo y es el equipo de fútbol más viejo de Sri Lanka aun en existencia. Es el equipo que representa a la Policía de Sri Lanka en el fútbol, aunque también cuenta con otras secciones como críquet y rugby.
A pesar de ser un equipo viejo, nunca ha podido ganar el título de la máxima categoría, siendo su mérito más grande el ganar dos títulos de copa.
A nivel internacional clasificaron a la Recopa de la AFC 1998-99, pero abandonaron el torneo en la primera ronda.

## Palmarés
- Copa de Sri Lanka: 2

1973, 2008

## Participación en competiciones de la AFC
| Temporada | Torneo           | Ronda        | Club            | Casa | Visita | Global |
| --------- | ---------------- | ------------ | --------------- | ---- | ------ | ------ |
| 1998/99   | Recopa de la AFC | 1            | Chunnam Dragons | w.o. | w.o.   | w.o.   |
| 2021      | Copa AFC         | Preliminar 1 | Nepal Army Club | 5–1  | 5–1    | 5–1    |

## Jugadores

### Jugadores destacados
- Pasqual Handi Nadeeka Pushpakumara